# R/V Augusta
R/V Augusta är ett finländskt havsforskningsfartyg, som ägs av Helsingfors universitet och drivs av Tvärminne zoologiska station i Hangö.
Den 18,5 meter långa katamaranen R/V Augusta levererades 2019 av Kewatec Aluboat i Karleby. Hon har en marschfart på 18 knop och är främst avsedd för dagslånga expeditioner i Finska viken och Skärgårdshavet.